# Allocasuarina corniculata
Allocasuarina corniculata là một loài thực vật có hoa trong họ Casuarinaceae. Loài này được (F.Muell.) L.A.S.Johnson mô tả khoa học đầu tiên năm 1982.